# Paraphrynus pococki
Espèce
Paraphrynus pococki est une espèce d'amblypyges de la famille des Phrynidae.

## Distribution
Cette espèce est endémique du Mexique. Elle se rencontre dans des grottes au Tamaulipas et au San Luis Potosí.

## Description
La femelle holotype mesure 23 mm.

## Publication originale
- Mullinex, 1975 : Revision of Paraphrynus Moreno (Amblypygida: Phrynidae) for North America and the Antilles. Occasional Papers of the California Academy of Sciences, no 116, p. 1-80 (texte intégral).